# 菅野良松
菅野 良松（すがの の ながまつ、生没年不詳）は、平安時代前期の貴族。姓は朝臣。官位は従五位下・但馬介。

## 経歴
左大史を経て、清和朝中期の貞観11年（869年）外従五位下・加賀介に叙任されるが、翌貞観12年（870年）備中介に遷る。
その後、内位の従五位下に叙せられ、陽成朝の元慶6年（882年）但馬介に任ぜられるが、就任早々以下を言上する。
但馬国の出挙に用いる正税の雑稲は74万束であるが、年月を経て減少し、現在確認すると不足した状態になっている。ついては、隣国の穀を譲り受けて不足分に充当したい。
これは許されて、丹後国の不動穀4000斛、因幡国の不動穀6000斛が但馬国に譲られた。

## 官歴
『日本三代実録』による。
- 時期不詳：正六位上。左大史
- 貞観11年（869年） 正月7日：外従五位下。10月20日：加賀介
- 貞観12年（870年） 正月25日：備中介
- 時期不詳：従五位下（内位）
- 元慶6年（882年） 5月11日：見但馬介